# 자샤카

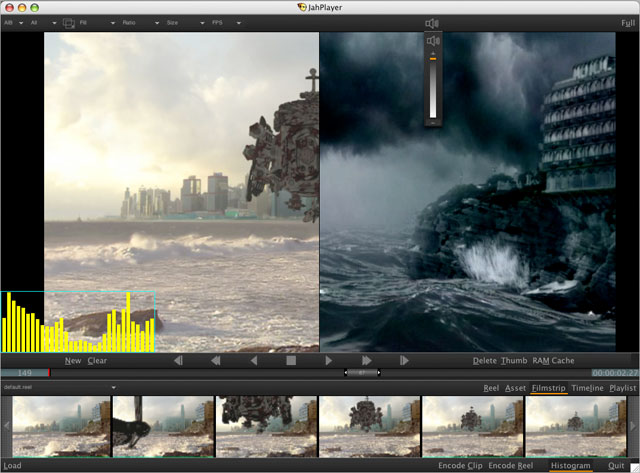

자샤카(Jahshaka)는 영상 편집 소프트웨어로 GPL을 따르는 자유 소프트웨어이다. 크로스플랫폼으로 제작되어 현재 리눅스, 맥 OS X, 마이크로소프트 윈도우용이 공개되었다. OpenGL과 OpenML에 대응한다.